# Місько Барбара
Мі́сько Барба́ра (повне ім'я Михайло Ярославович Барбара; 14 листопада 1971, Львів — 11 жовтня 2021, Харків) — український співак та актор, колишній вокаліст рок-гурту «Мертвий Півень».

## Життєпис
1989 року став одним із засновників гурту «Мертвий Півень» і відтоді був його вокалістом. На початку 1990-х жив у Львові:
Я пам'ятаю, що все було непросто, але сказати, що було розчарування, то ні. Було постійне бажання щось робити. В мене було радіо, була «Лялька» — клуб, в якому, наприклад, були перші концерти «Океану Ельзи», які переспівували «Б'ютіфул Карпати». В цьому клубі відбувалося маса всього: ми привозили «Lюk» з Харкова або «Мандри» чи «Крихітку» з Києва. Крім того, там постійно були концерти львівських гуртів і проходили сейшини, коли ми там могли зібратися музикантами з різних гуртів, пили пиво і влаштовували сейшини до ранку. Сейшини — в найкращому значенні цього слова. Під ранок вже дехто міг не попадати по струнах, але настрій був фантастичний. Щодо «паплюження» культури, то не пригадую такого. Хіба, пам'ятаю був концерт на стадіоні і я сказав «курва мать» чи щось таке, і потім цнотливі галичани і галичанки обурювалися, мовляв, як це так взагалі можна лаятися на сцені.

Протягом року жив у США. 1998 року переїхав до Харкова, де став лідером місцевого театру «Арабески». Брав участь у записі альбому «Tourist Zone» харківського гурту Lюk.
Сергій Жадан покликав «Півнів» виступати на фестивалі «Апокаліпсис починається тут», який був у Харкові. Там я познайомився з театром «Арабески». А вже в 2000 році Світлана Олешко, директорка Арабесок, подзвонила і сказала, що є ідея зробити спектакль, до якого музику написали б «Півні». У тій виставі за п'єсою Жадана «Веселого Різдва, Ісусе!» я мав зіграти Ірода. Світлана досі сміється, що мала тоді надію, що я відмовлюся. Але я не відмовився, бо це було ідеєю-фікс — грати в театрі. Я пам'ятаю, як ми репетирували в дуже холодному приміщенні, потім була прем'єра в театрі ім. Заньковецької у Львові. Я був приємно шокований від того, як це все відбувається. Потім ще грали в Києві та Харкові. Тут цей разовий проект мав закінчитися, але я ось досі в Харкові.
В умовах карантину 2020 року Tvoemisto.tv у співпраці з харківським «Накипіло» провело онлайн-концерт «Прокидання з Міськом Барбарою» на якому співак виконав хіти «Мертвого півня», а також нові пісні.
Місько Барбара почав начитувати книгу «Мед і Паштет — фантастичні вітрогони» видавництва «А-ба-ба-га-ла-ма-га» в рамках аудіопроєкту «Слухай українською», який започаткував Медіа-хаб «Твоє місто».
Раптово помер 11 жовтня 2021 року в Харкові. Місько Барбара місяць не дожив до свого 50-ліття.
14 листопада 2021, у день 50-річчя Міська, у Харкові та Львові презентували новий альбом Міська Барбари «13 пісень про любов». Музикант сам хотів презентувати новий альбом, але через раптову смерть не зміг цього зробити.